# Bulbophyllum saccolabioides
Bulbophyllum saccolabioides là một loài phong lan thuộc chi Bulbophyllum.